# Campeonato Brasileiro de Basquete Feminino de 2003
O Campeonato Nacional de Basquete Feminino de 2003 (6ª edição) foi um torneio realizado a partir de 26 de outubro de 2003 a 22 de janeiro de 2004 por oito equipes representando três estados.

## Participantes
Americana, Americana/SP

 Lages, Lages/SC

 Ourinhos, Ourinhos/SP

 Santo André, Santo André/SP

 São Bernardo, São Bernardo do Campo/SP

 São Caetano, São Caetano do Sul/SP

 São Paulo/Guaru, Guarulhos/SP

 Uberaba, Uberaba/MG

## Regulamento

### Fórmula de Disputa
O Campeonato Nacional de Basquete Feminino foi disputado por 8 equipes em duas fases:
- Fase Classificatória: As 8 equipes disputaram partidas em um sistema de turno e returno,em que enfrentaram todos os adversários em seu mando de quadra e fora dele.
- Playoffs: As seis equipes classificadas jogaram num sistema mata-mata e a vencedora desses foi declarada Campeã Nacional de Basquete Feminino de 2003. Foi dividida em 3 partes:
  - Quartas-de-Final: Foi disputada pelas equipes que ficaram  da 3ª à 6ª posições na primeira fase, seguindo a lógica: (3ª x 6ª); (4ª x 5ª).  Estas jogaram partidas em melhor de 3 (jogos), sendo um mando de campo para cada e o jogo de desempate, se houvesse, no ginásio da equipe com o melhor índice técnico da Fase Classificatória.
  - Semifinais: Foi disputada pelas equipes que passaram da das quartas-de-final, com a 1ª e a 2ª colocadas da Primeira Fase, seguindo a lógica: 1º x vencedor (4º x 5º) e 2º x vencedor (4º x 5º).  Estas jogaram partidas em melhor de 5 (jogos), sendo dois mandos de campo para cada e o jogo de desempate, se houvesse, no ginásio da equipe com o melhor índice técnico da Fase Classificatória.
  - Final: Foi disputada entre as duas equipes vencedoras das Semifinais, em melhor de 5 (jogos), sendo dois mandos de campo para cada e o jogo de desempate, se houvesse, no ginásio da equipe com o melhor índice técnico da Fase Classificatória. A equipe vencedora foi declarada campeã da competição.

### Critérios de Desempate
1º: Confronto Direto

2º: Saldo de cestas dos jogos entre as equipes

3º: Melhor cesta average (Se o empate foi entre duas equipes)

4º: Sorteio

### Pontuação
Vitória: 2 pontos

Derrota: 1 ponto

Não Comparecimento: 0 pontos

## Classificação
| 1 | FIO/Pão de Açúcar/Unimed/Ourinhos |
| 2 | Unimed/Americana                  |
| 3 | Santo André                       |
| 4 | Sirio/Black&Decker/Uberaba        |
| 5 | São Paulo/Guaru                   |
| 6 | São Caetano                       |
| 7 | AD Lages/Consórcio Battistella    |
| 8 | Databasket/São Bernardo           |

|  |                                           |
|  | Zona de classificação às Semifinais       |
|  | Zona de classificação às Quartas-de-Final |

## Playoffs

### Quartas-de-Final
1ª Rodada
| 17 de dezembro | São Paulo/Guaru | 84 - 93 | Uberaba | Guarulhos |
| 17 de dezembro |                 |         |         | Guarulhos |

| 18 de dezembro | São Caetano | 79 - 58 | Santo André | São Caetano do Sul |
| 18 de dezembro |             |         |             | São Caetano do Sul |

2ª Rodada
| 19 de dezembro | Uberaba | 86 - 97 | São Paulo/Guaru | Uberaba |
| 19 de dezembro |         |         |                 | Uberaba |

| 21 de dezembro | Santo André | 87 - 80 | São Caetano | Santo André |
| 21 de dezembro |             |         |             | Santo André |

3ª Rodada
| 21 de dezembro | Uberaba | 105 - 90 | São Paulo/Guaru | Uberaba |
| 21 de dezembro |         |          |                 | Uberaba |

| 22 de dezembro | Santo André | 72 - 75 | São Caetano | Santo André |
| 22 de dezembro |             |         |             | Santo André |

- Uberaba e  São Caetano passaram de fase.

### Semifinais
1ª Rodada
| 21 de dezembro | Uberaba | 59 - 90 | Ourinhos | Uberaba |
| 21 de dezembro |         |         |          | Uberaba |

| 18 de dezembro | São Caetano | 66 - 72 | Americana | São Caetano do Sul |
| 18 de dezembro |             |         |           | São Caetano do Sul |

2ª Rodada
| 5 de janeiro | Ourinhos | 97 - 54 | Uberaba | Ginásio Monstrinho, Ourinhos |
| 5 de janeiro |          |         |         | Ginásio Monstrinho, Ourinhos |

| 6 de janeiro | Americana | 65 - 43 | São Caetano | Americana |
| 6 de janeiro |           |         |             | Americana |

3ª Rodada
| 7 de janeiro | Ourinhos | 86 - 75 | Uberaba | Ginásio Monstrinho, Ourinhos |
| 7 de janeiro |          |         |         | Ginásio Monstrinho, Ourinhos |

| 7 de janeiro | Americana | 88 - 73 | São Caetano | Americana |
| 7 de janeiro |           |         |             | Americana |

- Ourinhos e  Americana passaram de fase.

### Final
1ª Rodada
| 13 de janeiro | Americana | 80 - 59 | Ourinhos | Americana |
| 13 de janeiro |           |         |          | Americana |

2ª Rodada
| 16 de janeiro | Ourinhos | 88 - 74 | Americana | Ginásio Monstrinho, Ourinhos |
| 16 de janeiro |          |         |           | Ginásio Monstrinho, Ourinhos |

3ª Rodada
| 18 de janeiro | Ourinhos | 78 - 77 | Americana | Ginásio Monstrinho, Ourinhos |
| 18 de janeiro |          |         |           | Ginásio Monstrinho, Ourinhos |

4ª Rodada
| 20 de janeiro | Americana | 86 - 84 | Ourinhos | Americana |
| 20 de janeiro |           |         |          | Americana |

5ª Rodada
| 22 de janeiro | Ourinhos | 74 - 83 | Americana | Ginásio Monstrinho, Ourinhos |
| 22 de janeiro |          |         |           | Ginásio Monstrinho, Ourinhos |

| Campeonato Nacional de Basquete Feminino 2003 |
| --------------------------------------------- |
| Americana Campeão                             |